# Acidente do Mil Mi-17 da Força Aérea Indiana em 2021
O acidente do IAF Mil Mi-17 em 2021 foi um acidente aéreo ocorrido em 8 de dezembro de 2021, quando um helicóptero Mil Mi-17 V5 operado pela Força Aérea Indiana (IAF) caiu entre Coimbatore e Wellington, localizado em Tâmil Nadu na Índia, após partirem da Estação da Força Aérea em Sulur. O helicóptero transportava o chefe do Estado-Maior de Defesa, general Bipin Rawat e outras 13 pessoas — incluindo sua esposa e outros funcionários.

## Aeronave e tripulação
O helicóptero de médio levantamento Mil Mi-17 de construção russa foi um dos primeiros 80 de seu tipo construído para a Força Aérea Indiana (IAF) sob os termos de um contrato de 2008. Entregue à IAF em 2013, o helicóptero voou mais de 26 horas sem incidentes desde sua manutenção mais recente.
O comandante Prithvi Singh Chauhan era o piloto no comando, com o co-piloto do líder do esquadrão Kuldeep Singh e dois suboficiais juniores que compunham o resto da tripulação.

## Acidente e consequências

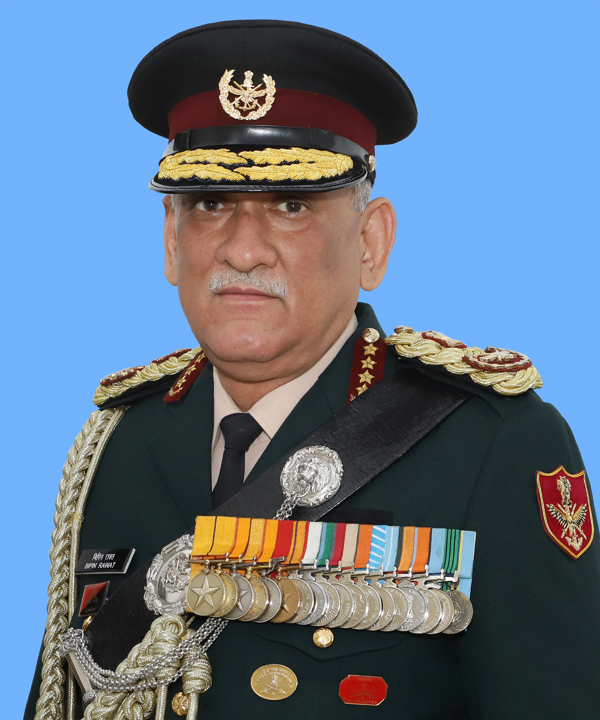
O primeiro chefe do Estado-Maior de Defesa da Índia, general Bipin Rawat, morreu no acidente

Por volta das 12h20 do horário local, um helicóptero da IAF caiu perto da área de Katteri-Nanchappanchathram em Coonoor, distrito de Nilgiris, Tâmil Nadu. O local do acidente ficava a 10 km de distância do destino, em Wellington, Tamil Nadu. O voo transportava nove passageiros, incluindo o chefe do Estado-Maior da Defesa, general Bipin Rawat. Até às 21h30 do horário local, 13 corpos foram recuperados do local do acidente — o capitão do grupo, Varun Singh, foi o único sobrevivente do acidente.
Além de Rawat, os outros passageiros do voo eram sua esposa Madhulika Raje Singh Rawat, seu assistente de defesa e seu oficial tenente-coronel Harjinder Singh. Cinco outros sargentos e soldados também estavam no voo: Havildar Satpal, Naik Gursewak Singh, Naik Jitendra Kumar, Lance Naik Vivek Kumar e Lance Naik B Sai Teja.
O Comitê de Gabinete de Segurança (CCS) se reuniu na noite do desastre para decidir sobre um novo curso de ação. O CCS estava chefiado pelo primeiro-ministro Narendra Modi. O Ministro da Defesa Rajnath Singh fez um anúncio formal no Parlamento em 9 de dezembro sobre o incidente. A oposição suspendeu seus protestos no Parlamento por um dia como um tributo àqueles que perderam suas vidas no acidente. O gravador de dados de voo foi recuperado na manhã de 9 de dezembro. Uma comissão de inquérito de três serviços foi estabelecida pela IAF, chefiada pelo marechal do ar Manvendra Singh, o Comando de treinamento do AOC-in-C.